# Sackenomyia
Sackenomyia is een muggengeslacht uit de familie van de galmuggen (Cecidomyiidae).

## Soorten
- S. acerifoliae (Felt, 1907)
- S. commota Gagne, 1975
- S. reaumurii

Sneeuwbalpokgalmug (Bremi, 1847)
- S. viburnifolia Felt, 1909